# Oloirien (Arusha CC)
Oloirien (Olorieni) ist ein Verwaltungsbezirk (Ward) des Distrikts Arusha (CC) in der tansanischen Region Arusha.

## Geografie
Oloirien liegt im Norden von Tansania. Der Bezirk liegt am südöstlichen Stadtrand von Arusha, südlich der Old-Moshi-Road (Nelson Mandela Road) und nördlich der Eisenbahnlinie von Arusha nach Moshi. Nördlich des Bezirks liegt der Kijenge Hill, im Westen der Themi Hill. Von Nordwesten nach Südosten durchfließt der Kijenge das Gebiet.   
Bei der Volkszählung 2022 lebten hier 22.926 Menschen in 8690 Haushalten.

## Gliederung
Der Bezirk besteht aus sechs Stadtteilen (Mtaa):
- Suye
- Meirioti
- Mwanama
- Mbeshere
- Moivoi
- RC

## Wirtschaft und Infrastruktur
- Gesundheit: Im Bezirk gibt es eine öffentliche Apotheke.[6]
- Bildung: Die Oloirien Secondary School bildet Jugendliche bis zur 4. Stufe aus.[7]